# Пич Лејк (Њујорк)
Пич Лејк (енгл. Peach Lake) насељено је место без административног статуса у америчкој савезној држави Њујорк.

## Демографија
По попису из 2010. године број становника је 1.629, што је 42 (-2,5%) становника мање него 2000. године.
| Група             | 2000.         | 2010.         |
| Белци             | 1.588 (95,0%) | 1.531 (94,0%) |
| Афроамериканци    | 9 (0,5%)      | 5 (0,3%)      |
| Азијати           | 13 (0,8%)     | 16 (1,0%)     |
| Хиспаноамериканци | 44 (2,6%)     | 73 (4,5%)     |
| Укупно            | 1.671         | 1.629         |